# Edgard Farasyn
Edgard Pierre Jozef Farasyn (también deletreado Farasijn; 14 de agosto de 1858 en Amberes - 22 de marzo de 1938 en Amberes) fue un pintor, acuarelista y grabador belga especializado en paisajes marinos, escenas de género y retratos de interiores. En una etapa avanzada de su vida, se interesó en representar a los pescadores.

## Vida y trabajo
Recibió su formación artística en la Real Academia de Bellas Artes (Amberes), donde estudió con Nicaise de Keyser. En 1885, se convirtió en maestro en la Academia. Seis años después, fue miembro fundador del grupo secesionista De XIII y también estuvo activo en Weest U Zelve, un grupo dedicado a promover el arte flamenco. 
Inicialmente se centró en pintar niños, pero cambió al plenairismo después de convertirse en maestro. Trabajó principalmente en Amberes y sus alrededores, pero también fue a Mol y la región de Kempen, y ocasionalmente se aventuró a Zelanda. Sus primeros trabajos se realizan principalmente en colores oscuros y sombríos, pero su lienzo se aligeró considerablemente después de visitar Koksijde, y decidiera retratar la vida de los pescadores y sus familias.

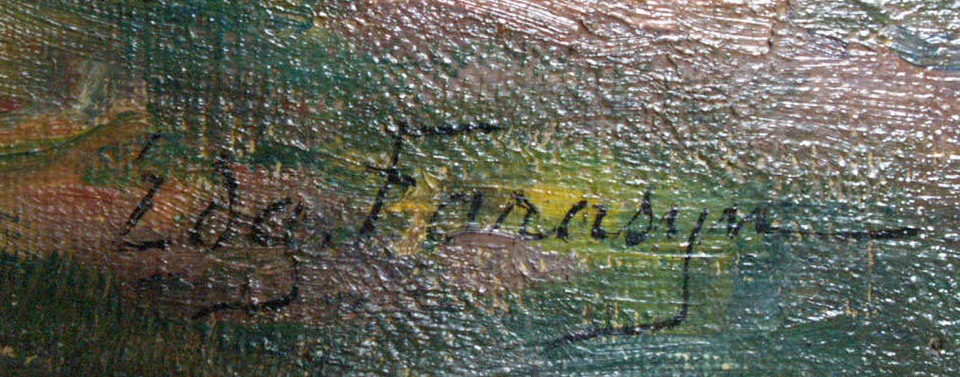
Firma de Edgar Farasyn

También practicó pintura mural. De especial interés es la pintura Optocht van de rederijkerskamer "De Violieren" en 1539, en el pasillo de la escalera del Ayuntamiento de Amberes, que ejecutó en 1899 por invitación de Frans Van Kuyck; parte de un proyecto más grande de murales históricos que también incluyó obras de Piet Verhaert, Edouard de Jans, Karel Boom (1858-1939) y Henri Houben.
Realizó muchas exposiciones, ganando premios en la Exposición Internacional de Sídney (1879) y la Internacional de Bruselas (1897). Se retiró de la enseñanza en 1924.

Galería
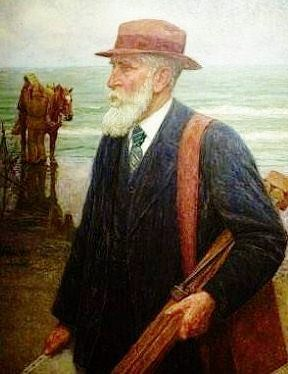
Autorretrato
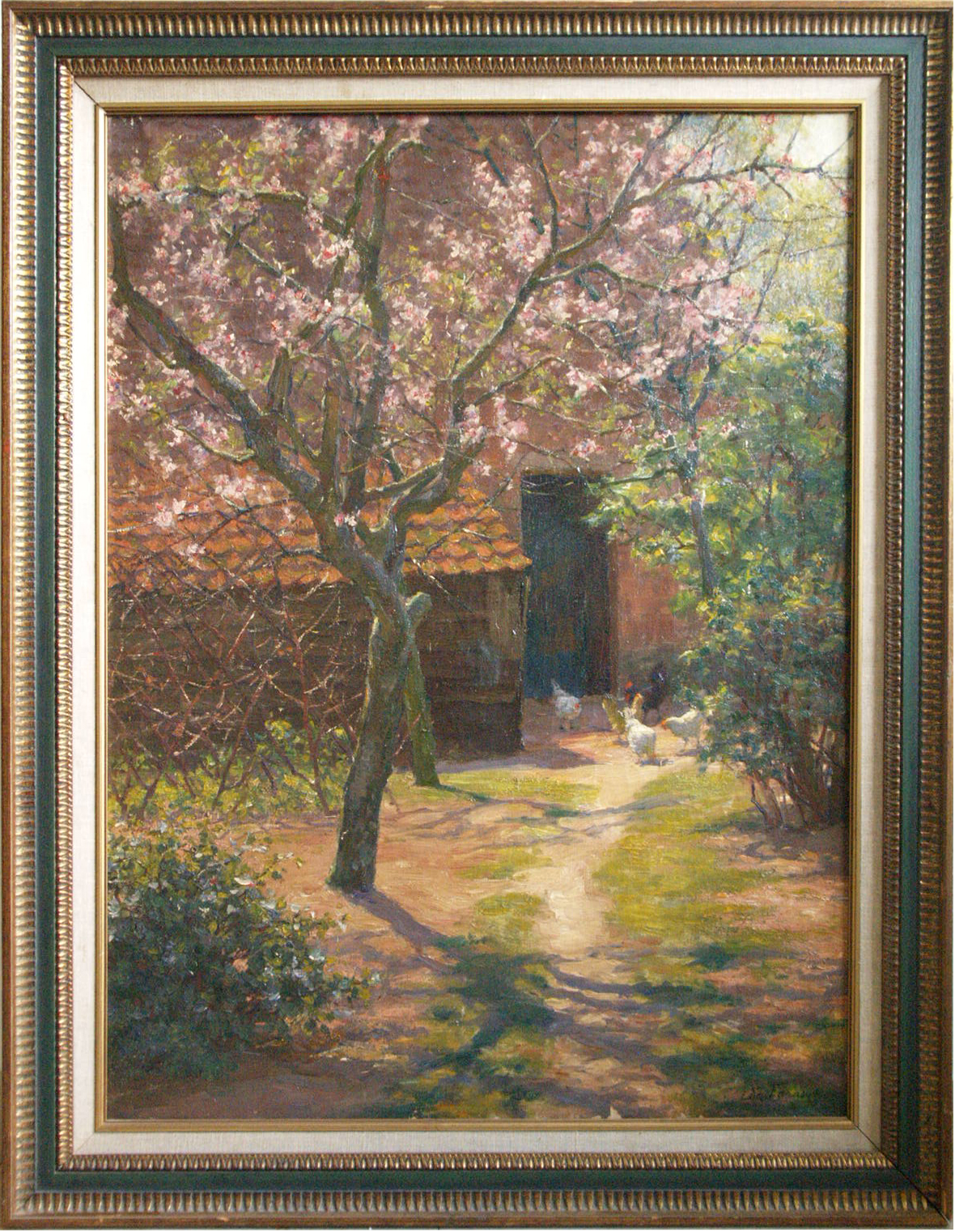
Gallinero
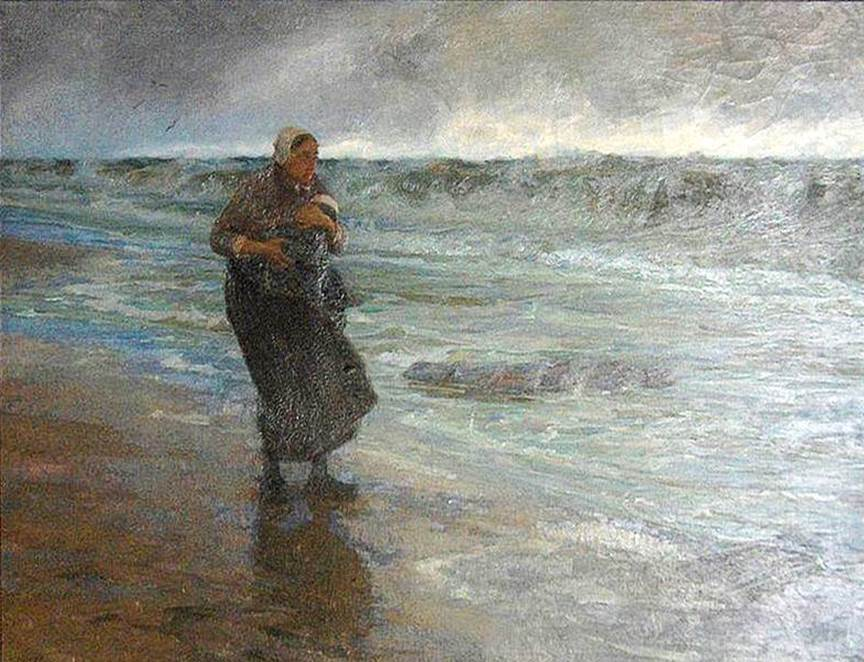
Esposa del pescador con niño en la playa

## Otras lecturas
- WG Flippo, léxico de los pintores románticos belgas ; International Art Press, Amberes, 1981
- Léon Tombu, Peintres et Sculpteurs Belge à l'Aube du XXe Siècle . Lieja, Auguste Bénard, 1907
- C. Lemonnier, L'école belge de peinture   : 1830-1905, Bruselas, Labor, 1991 (primera edición, Van Oest, 1906).
- Paul Colin, La peinture belge depuis 1830, Bruselas, Editions des Cahiers de Belgique, 1930